# Huittinen
Huittinen (in svedese Hvittis) è una città finlandese di 9745 abitanti, situata nella regione del Satakunta.
Dal 2009 comprende l'ex comune di Vampula.